# دختری با روبان مو
دختری با روبان مو (به انگلیسی: Girl with Hair Ribbon) یک نقاشی هنر پاپ است که در سال ۱۹۶۵ میلادی توسط هنرمند آمریکایی، روی لیکتنستاین کشیده شده است. موزه هنرهای معاصر توکیو با پرداخت ۶ میلیون دلار این اثر را خریداری کرده است و از این نقاشی نگهداری می‌کند.